# Jingle All the Way 2
Jingle All the Way 2 (br: Um Herói de Brinquedo 2; pt: O Tesouro de Natal 2) é um filme de comédia de natal e familiar de 2014, lançado diretamente em vídeo, dirigido por Alex Zamm e estrelado por Larry the Cable Guy, Kennedi Clements, Santino Marella e Brian Stepanek. É a continuação de Jingle All the Way, de 1996, estelado por Arnold Schwarzenegger e Sinbad.

## Sinopse
O divertido caminhoneiro Larry Phillips ama muito sua filha, a pequena Noel, de 8 anos, mas disputa o amor dela com Victor, um rico empresário e padrasto de Noel. Na véspera de Natal, Larry quer muito comprar o desejado presente da filha: o urso de pelúcia falante Harrison, a nova 'febre entre as crianças'. No entanto, Larry terá de competir com Victor, que também pretende fazer de tudo para ver Noel feliz, mesmo que para isso, precise comprar todos os ursos das lojas locais, para que Larry não os encontre a tempo. Agora, se quiser provar que é melhor do que Victor e ainda dar um bom natal para Noel, Larry terá que correr contra o tempo, atrás de um Urso Harrison disponível. Larry ainda contará com a ajuda do atrapalhado Claude, seu melhor amigo.

## Elenco
- Larry the Cable Guy - Larry Phillips[1]
- Brian Stepanek -  Victor Baxter
- Santino Marella - Claude
- Kennedi Clements - Noel Phillips
- Kristen Robek - Trish Baxter-Phillips
- Rachel Hayward - Maggie
- Matty Finochio - Jeffrey
- Eric Breker - Nate Welling
- Brenda Crichlow - Repórter Margo Price
- Alex Zamm - Voz do Urso Harrison

## Filmagem
As filmagens do filme ocorreram em Fort  Langley, na Colúmbia Britânica, Canadá.